# Mayahuel

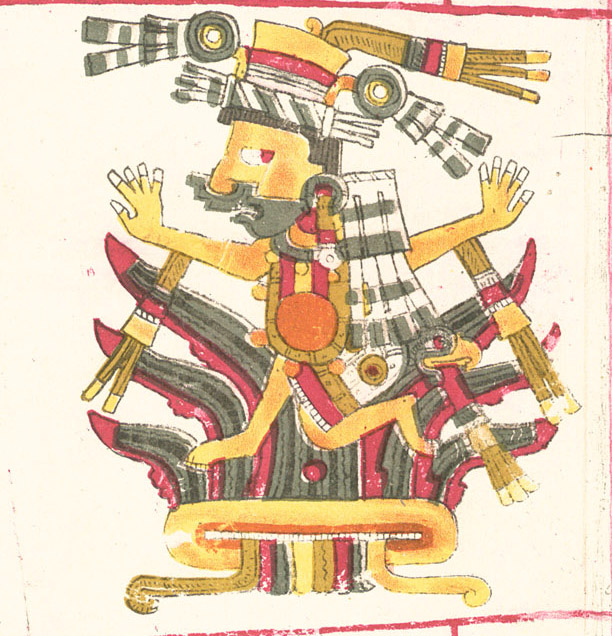
Mayahuel, descrita al còdex Borgia

Mayahuel és la deessa asteca de l'Atzavara i del Pulque (beguda feta amb l'atzavara), i per extensió, de l'embriaguesa. Com a personificació de l'atzavara, Mayahuel era també part d'un grup de deesses de la fertilitat de la mitologia asteca i està connectada amb els conceptes de la fecunditat i el nodriment.

## Llegenda
Segons la llegenda, Quetzalcoátl i Mayahuel es va convertir en un arbre. Tzitzimitl va trobar aquest arbre i va dividir l'arbre en dues (una meitat era Mayahuel i l'altre era Quetzalcoatl). Tzitzimitl després va matar a Mayahuel. Quetzalcoatl va prendre llavors el cadàver de Mayahuel i el va enterrar a terra. Allà va néixer el primer Atzavara. Així que Mayahuel es va convertir en la deessa d'Agave.

## Altres noms
- Mayahual
- Mayouel
- Mayawel (transcripció moderna)